# Gérard Onesta

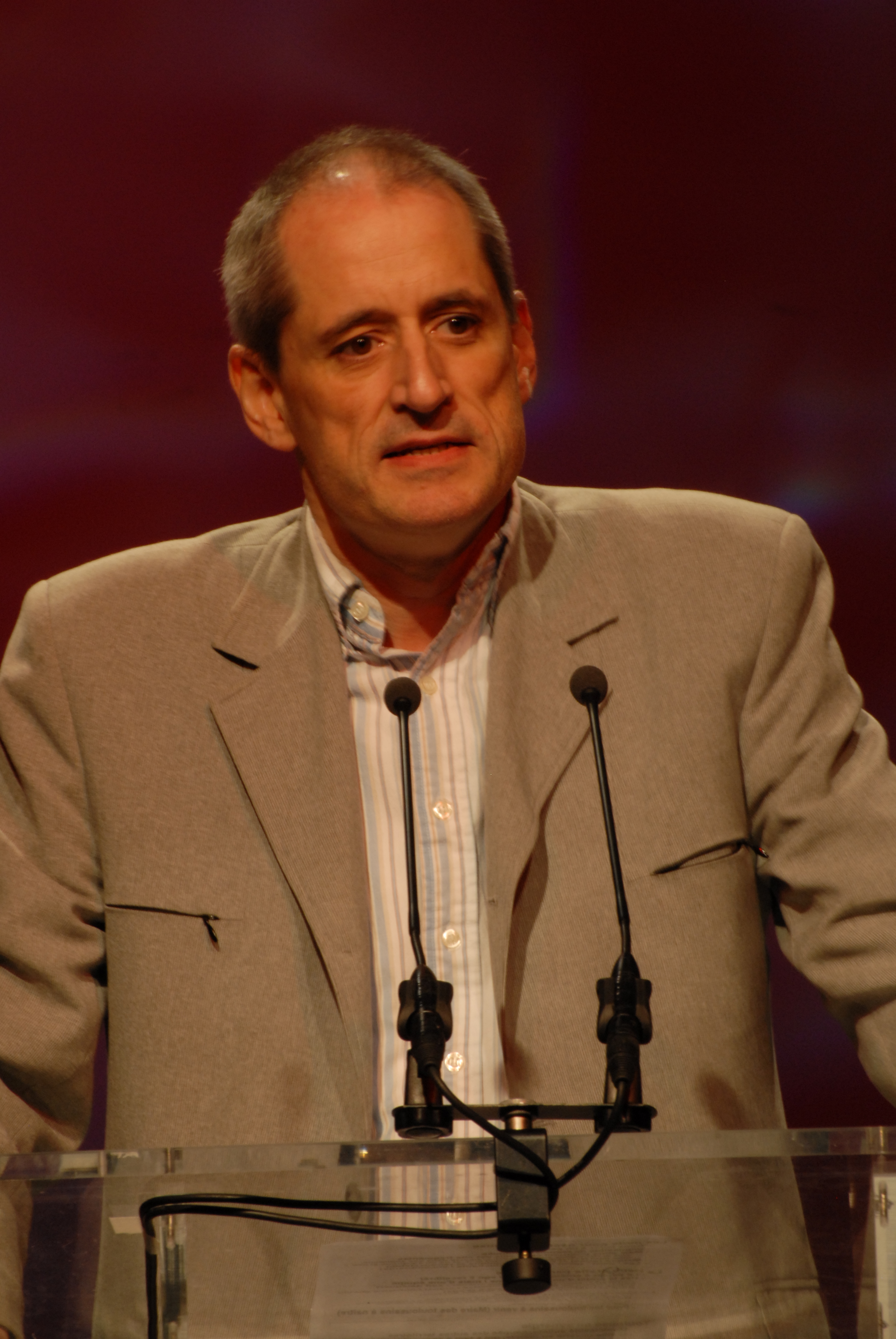
Gérard Onesta (Toulouse, 2008)

Gérard Onesta este un om politic francez, membru al Parlamentului European în perioada 1999-2004 din partea Franței. 